# Andrea Muthig
Andrea Muthig (geboren 1965) ist eine deutsche Richterin am Bayerischen Obersten Landesgericht und am Bayerischen Verfassungsgerichtshof.

## Leben
Andrea Muthig schloss ihr Studium der Rechtswissenschaften mit einer Dissertation zum Thema „Die Haftung des Herstellers für Produktfehler“ ab, die 1993 zugelassen wurde.
Muthig war Ministerialrätin im Bayerischen Staatsministerium und später Richterin am Oberlandesgericht München.
Seitdem das Bayerische Oberste Landesgericht im September 2018 wieder eingerichtet wurde, war Muthig bis Ende 2019 Richterin im 3. und 4. Strafsenat, dem Landesberufsgericht für die Heilberufe und dem Landesberufsgericht nach dem Baukammergesetz des Bayerischen Obersten Landesgerichts (BayObLG). Sie gehört dem Präsidium des BayObLG an, ist regelmäßige Vertreterin des Vorsitzenden Hans-Joachim Heßler im Vergabesenat, Mitglied im Kartellsenat, Mitglied im Großen Zivilsenat für den 1. Zivilsenat. Muthig ist zudem Pressesprecherin des BayObLG. Von 2011 bis 2020 war Muthig neben ihrer Tätigkeit als Richterin Gleichstellungsbeauftragte im Bayerischen Staatsministerium der Justiz.
Am 14. Februar 2012 wurde Muthig vom Bayerischen Landtag zum berufsrichterlichen Mitglied des Bayerischen Verfassungsgerichtshofs gewählt und am 19. Februar 2020 in diesem Ehrenamt wiedergewählt.
Muthig ist zusammen mit Peter Noll und Tanja Keller Sprecherin des Landesverbands Bayern der Neuen Richtervereinigung.

## Publikationen
- Die Haftung des Herstellers für Produktfehler. Ein Beispiel deutsch-französischer Rechtsangleichung im Rahmen der Richtlinie des Rates der Europäischen Gemeinschaften vom 25.07.1985 (85/374/EWG). Dissertation. Verlag V. Florentz (VVF), München 1993, ISBN 978-3-89481-021-4.